# Flaco Pailos
Fernando Daniel Pailos (Córdoba; 28 de febrero de 1965), más conocido como el Flaco Pailos, es un músico, actor, conductor y humorista argentino de larga trayectoria.

## Carrera
Hizo sus estudios primarios en el Colegio Santo Tomás de Aquino de la Provincia de Córdoba. Desde muy chico le apasionaba contar chistes a sus amigos y familiares.
Como músico integró la legión de trovadores cordobeses de los años 80 tocando sus propios temas en la mayoría de los pubs de esa capital, siempre integrando dúos y agrupaciones inclinadas a la música urbana. En el año 1989 formó una de las primeras bandas de covers de Córdoba, llamada Salsa Group, recorriendo todo el territorio de la provincia y otras importantes ciudades del país.
En el año 1992 arma el trío humorístico Los Viejos Pescados, junto a Alejandra Pradón, actuando en teatros de Villa Carlos Paz y ganando varios premios de las temporadas 97 y 98.
En el 1999 crea su propio grupo humorístico musical, La Pailos Band, con el que recorre todo el país. 
Es uno de los referentes humorísticos de Córdoba, junto con otros grandes como El Negro Álvarez, Sapo Cativa, El Chango Juárez, Chichilo Viale, Mario Sánchez, Cacho Buenaventura, Daniel Aráoz, Jorge Tissera, Doña Jovita, entre otros.
En televisión se destacó en ciclos como Showmatch, conducido por Marcelo Tinelli, donde llegó a altos puntos de índice de audiencia, Susana Giménez y El humor de café fashion.
En teatro se destacó en unipersonales y revistas como Pailos Tevé, Más rápido y más gracioso y Siddharta.
Participó en eventos de su provincia natal como el Festival de Cosquín, el Festival de Jesús María y Cosquín Rock.

## Televisión
- 2017: Jugada por el humor, con El Chango Juárez, Marcos Ontivero y Carlos Ruiz.
- 2011: Gran Hermano 6.
- 2005: Buenos días Argentina
- 2005: El show de la mañana
- 2005: Susana Giménez,  en la sección La selección argentina del humor.
- 2001: El humor de café fashion
- 2001: Videomatch.

## Radio
- 2018/2020: El Chou del Flaco Pailos, junto con Dani Curtino, Nacho Alcántara, Vichi Brizuela y Pinky Montaldo.[4]
- La mañana entre todos, por radio Sucesos de Córdoba.

## Teatro
- 2019: Qué buena Honda, junto a la compositora Lula Fernández.[5]
- 2018/2019: Siddharta, junto con Flavio Mendoza, Mirta Wons, Karina "La Princesita" y Facundo Mazzei.[6]
- 2017/2018: El Flaco Pailos, solo de humor
- 2017: Más rápido y más gracioso.
- 2015/2016: Jarry Torpe, El Desilusionista.
- 2015: El show del Flaco Pailos 2015... 20 años de humor. Que lo pailó!
- 2014: Pailos Tevé
- 2012/2013: Esparflaco
- 2012/2013: El show del Flaco Pailos
- 2012: Pailosterapia
- 2010/2011: Legalmente Flaco
- 2009/2010: Oh juremos con Pailos reír, con Gustavo "Japo" Molas
- 2009: Flaquito Feo casi un ángel, con Gustavo "Japo" Molas
- 2008/2010: Rápido y gracioso recargado, con Gustavo "Japo" Molas
- 2007/2008: Piratas del aljibe, con Gustavo "Japo" Molas
- 2006: Los inservibles II, con Gustavo "Japo" Molas
- 2005: Los inservibles, con Gustavo "Japo" Molas
- 2003: Humor caliente, con Gustavo "Japo" Molas y La Pailos Band

## Internet
- 2016: Hecatombe. Episodio: "Papá soy gay".[7]

## Discos
- 2004 - Hablado en cordobés
- 2005 - Que venga Tarzán
- 2006 - Los inservibles
- 2007 - Rápido y Gracioso (Fernet Exceeded)
- 2008 - Piratas del aljibe
- 2008 - El Flaco Pailos en vivo
- 2009 - Flaquito feo casi un ángel
- 2010 - Oh juremos con Pailos reír
- 2010 - El Flaco de navidad
- 2011 - Legalmente Flaco
- 2013 - Pailos Terapia
- 2014 - Esparflaco (El Gladiador del Humor)

## Galardones
- 2006: Premio Carlos 2006 al mejor humorista de la temporada en Villa Carlos Paz.
- 2004: Premio Carlos al mejor humorista de la temporada 2004 y mejor rutina humorística de la misma temporada.